# Santa Lucía (Venezuela)
Pour les articles homonymes, voir Santa Lucia.
Santa Lucía est le chef-lieu de la municipalité de Paz Castillo dans l'État de Miranda au Venezuela.

## Lieux d'intérêt
La ville possède l'un des centres-villes du pays qui a le mieux conservé ses caractéristiques urbaines traditionnelles : sa place centrale, la place Bolívar est de forme carrée, entourée d'haciendas productrice de canne à sucre les plus importantes de la région. Le retable majeur de l'église est par ailleurs classé monument historique national.